# Kolczakówka wonna

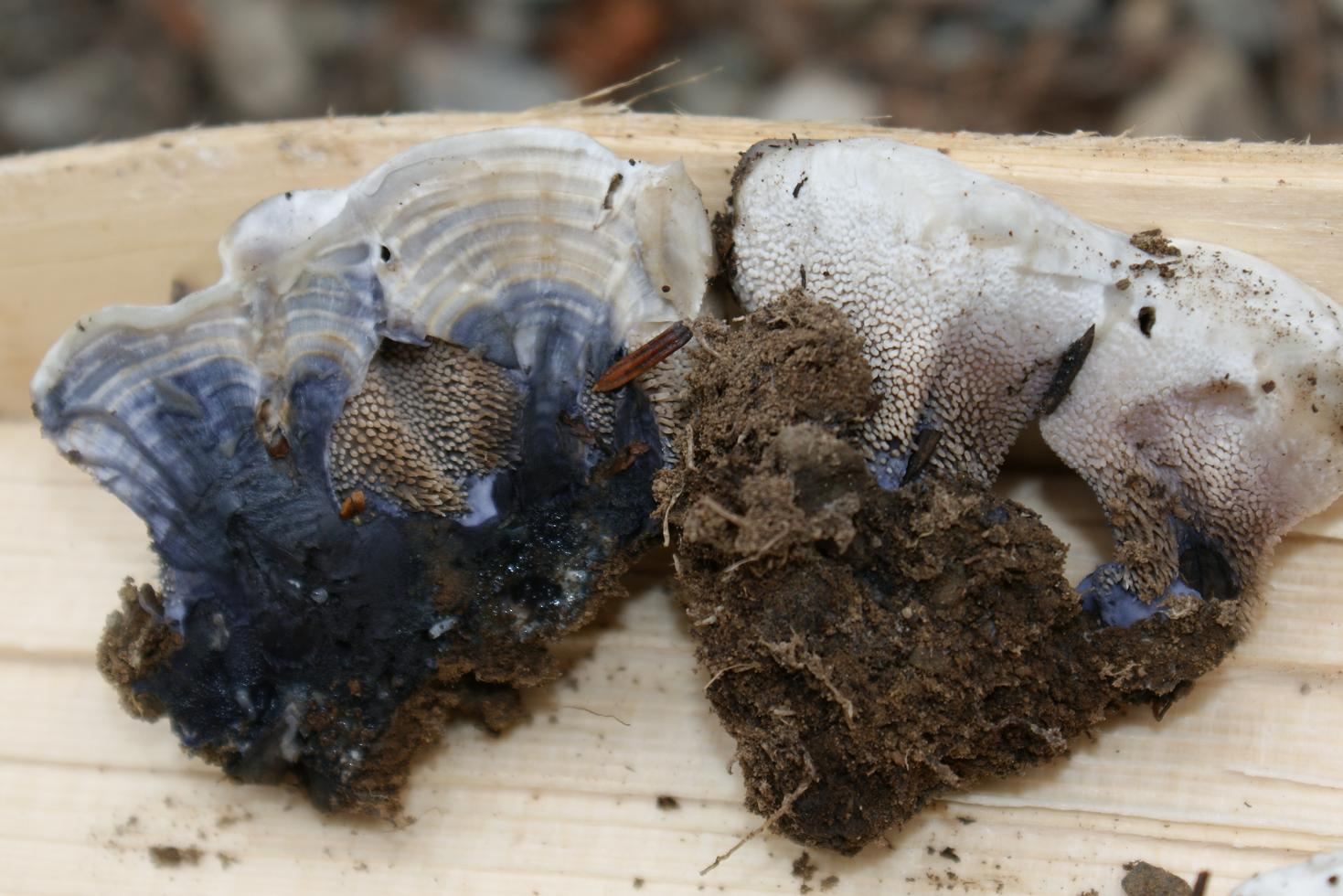

Kolczakówka wonna (Hydnellum suaveolens (Scop.) P. Karst.) – rodzaj grzybów należący do rodziny kolcownicowatych (Bankeraceae).

## Systematyka i nazewnictwo
Pozycja w klasyfikacji według Index Fungorum: Hydnellum, Bankeraceae, Thelephorales, Incertae sedis, Agaricomycetes, Agaricomycotina, Basidiomycota, Fungi.
Po raz pierwszy takson ten zdiagnozował w 1772 r. Joannes Antonius Scopoli nadając mu nazwę Hydnum suaveolens. Obecną, uznaną przez Index Fungorum nazwę nadał mu w 1879 r. Petter Karsten, przenosząc go do rodzaju Hydnellum.
Synonimy:

- Calodon suaveolens (Scop.) P. Karst. 1881
- Hydnum boreale Banker 1902
- Hydnum pullum Fr. 1815
- Hydnum suaveolens Scop. 1772
- Hydnum suaveolens Scop. 1772 subsp. suaveolens
- Hydnum suaveolens Scop. 1772 var. suaveolens
- Phaeodon suaveolens (Scop.) J. Schröt. 1888
- Sarcodon gravis Coker 1939

Nazwę polską podali Barbara Gumińska i Władysław Wojewoda w 1968 r. W polskim piśmiennictwie mykologicznym gatunek ten opisywany był też jako kolczak wonny.

## Morfologia
Kapelusz
Do 12 cm średnicy, białawy, niekiedy z błękitnawym lub szarawym odcieniem, później żółtawy do brązowawego. Przeważnie z białym brzegiem, zwykle wyraźnie promieniście pomarszczony, z koncentrycznymi fałdami lub nieregularnymi wyrostkami. Początkowo aksamitny, później łuskowaty.
Hymenofor
Kolczasty, kolce zbiegające na trzon, białawe, niebieskoszare, w końcu purpurowobrunatne.
Trzon
Cylindryczny, masywny, do 6 cm długi i 2,5 cm gruby. Aksamitny, fioletowoszary do fioletowoczarnego.
Miąższ
W kapeluszu białawy z niebieskofioletowym strefowaniem. W trzonie ciemniejszy, niebieski do granatowego, o silnym zapachu anyżu.
Zarodniki
Brązowawe, nieregularnie guzkowate, wysyp zarodników brązowawy.

## Występowanie
Podano występowanie tego gatunku w Ameryce Północnej, Europie i Azji. W Polsce do 2020 r. podano 20 stanowisk historycznych i 14 współczesnych. Aktualne stanowiska podaje także internetowy atlas grzybów. W latach 1995–2004 był pod ochroną częściową, od roku 2004 objęty ochroną ścisłą bez możliwości zastosowania wyłączeń spod ochrony uzasadnionych względami gospodarki rolnej, leśnej lub rybackiej. Znajduje się na Czerwonej liście roślin i grzybów Polski. Ma status E – gatunek zagrożony wymarciem. Znajduje się na listach gatunków zagrożonych także w Belgii, Niemczech, Danii, Szwecji i Finlandii.
Naziemny grzyb ektomykoryzowy. Rozwija się w lasach iglastych, częściej na obszarach górskich. Wytwarza owocniki od lipca do października, pojedynczo lub w pozrastane ze sobą grupach.

## Gatunki podobne
- kolczakówka niebieskawa (Hydnellum caeruleum), której miąższ ma zapach mączny, a na przekroju nie jest niebieskawo strefowany[4].